# Ballygowan
Ballygowan (Iers: Baile Mhic Gabhann) is een plaats in het Noord-Ierse district Ards.
Ballygowan telt 2670 inwoners. Van de bevolking is 85,6% protestant en 9,2% katholiek.